# Subacyrthosiphon cryptobium
Subacyrthosiphon cryptobium är en insektsart som beskrevs av Hille Ris Lambers 1947. Subacyrthosiphon cryptobium ingår i släktet Subacyrthosiphon och familjen långrörsbladlöss. Arten är reproducerande i Sverige. Inga underarter finns listade i Catalogue of Life.